# Ordine al merito del servizio al Movimento Nuova Comunità
L'Ordine al Merito del Servizio al Movimento Nuova Comunità è un ordine cavalleresco della Corea del Sud.

## Storia
L'ordine è stato fondato nel 1970 per premiare gli individui che hanno contribuito allo sviluppo del paese attraverso il Movimento Nuova Comunità.

## Classi
L'ordine dispone delle seguenti classi di benemerenza:
- Medaglia Jarip
- Medaglia Jajo
- Medaglia Hyeopdong
- Medaglia Geunmyeon
- Medaglia Noryeok

| Nastri           |                    |                    |               |                |
| Medaglia Noryeok | Medaglia Geunmyeon | Medaglia Hyeopdong | Medaglia Jajo | Medaglia Jarip |

## Insegne
- Il nastro cambia a seconda della classe.